# Kareta (znak)

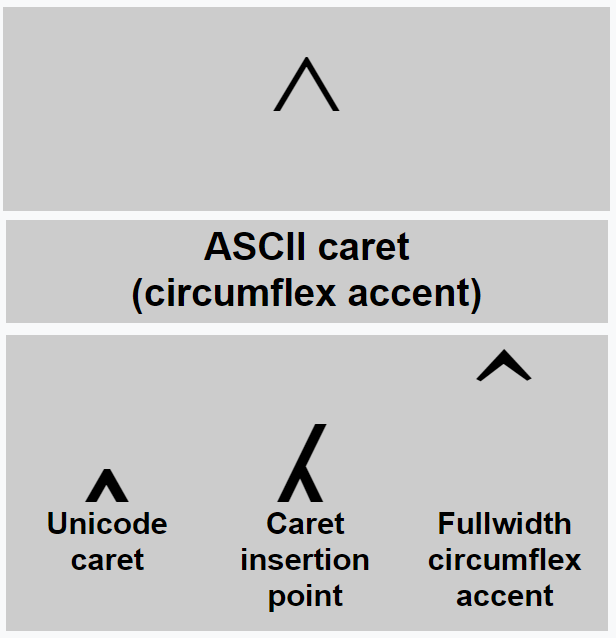
Symbol karety.￼

Kareta (ang. caret) – nazwa symbolu „^” (czasami nazywanego daszkiem lub dzióbkiem). W standardzie Unicode ma kod U+005E, a w ASCII kod szesnastkowy 5E (dziesiętny 94).
Symbol karety pierwotnie był używany przez pisarzy, kiedy chcieli wyjaśnić, co oznacza konkretny termin lub zaznaczyć, że fragment tekstu wymaga poprawki. W języku polskim w celu posłużenia się przypisem służy asterysk (*).
W logice ^ symbolizuje koniunkcję, czyli tzw. „i” logiczne (p {\displaystyle \land } q). W matematyce symbolu ^ używa się przy potęgowaniu (2^6 dla 26), kiedy nie jest możliwe wykorzystanie zapisu w indeksie górnym. Symbol ^ wykorzystywany jest także w Międzynarodowym alfabecie fonetycznym, w fizyce, w statystyce, a także oznacza się nim akcent przeciągły.
W językach programowania kareta także ma zastosowanie przy:
- potęgowaniu – m.in. Clipper
- literał znakowy – m.in. Pascal, znak sterujący, np. ^H
- definicja typu wskaźnikowego – m.in. Pascal, np. ^typ bazowy
- odwołanie do danej wskazywanej – m.in. Pascal, np. zmienna^
- alternatywa wykluczająca (różnica symetryczna) bitów – m.in. język C, C++, np. a^b
- początek łańcucha lub negacja zestawu znaków w wyrażeniach regularnych